# IC 413
IC 413 — галактика типу S0 (спіральна галактика) у сузір'ї Оріон. Вважається, що він знаходиться на відстані 190 мільйонів світлових років від Чумацького Шляху і має діаметр приблизно 50 000 світлових років.
Об'єкт був відкритий американським астрономом Едвардом Барнардом у 1888 році та міститься в оригінальній редакції індексного каталогу.